# Rubus moorei
Rubus moorei är en rosväxtart som beskrevs av F. Müll.. Rubus moorei ingår i släktet rubusar, och familjen rosväxter.

## Underarter
Arten delas in i följande underarter:
- R. m. glabra
- R. m. leichhardtianus
- R. m. sericea